# Amigurumi
Az amigurumi (編みぐるみ) egy japán technika. Maga a szó horgolt, illetve kötött játékot jelent az ami (編み, horgolt, kötött) és a nuigurumi (ぬいぐるみ, kitömött játékfigura) szavak összetételéből keletkezett. 2003-ban kezdte vonzani rajongóit, népszerűsége azóta is töretlen. Leginkább állatokat készítenek ezzel a technikával, de más különféle antropomorf jelleggel rendelkező bábuk, tárgyak megalkotásához is kedvelt módszer. Az eredeti japán figurák aránytalanul nagy fejjel és bájos arccal rendelkeznek, de az egyre szélesebb körű terjedésnek köszönhetően ez már nem számít alapkövetelménynek.

## Technika

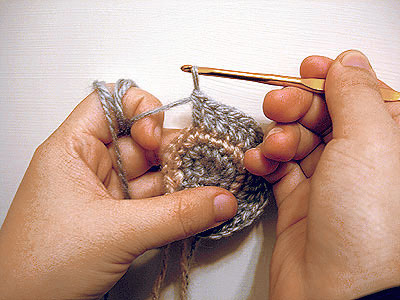
Spirálosan készülő munka

Az amigurumiban fontos szerepet játszanak a mintaleírások, amikből pontosan kiderül, mikor milyen öltések szükségesek a kívánt forma eléréséhez. Az eredeti japán ábrák mellett létezik angol, amerikai és magyar átírás is a különböző öltésekre.
A figurák fonalból, horgolással (kötéssel ritkábban) készülnek. A sorok leginkább spirálos formában követik egymást, de vannak bábuk, amikben minden egyes sor lezárásra kerül. Az egyszerűbb figurák egy, a bonyolultabbak több darabban készülnek el, amiket a munka befejeztével összevarrnak. Alapjukat egy fonalból készült kör képezi, ennek szemeibe kerülnek a további öltések.

### Alapöltések és elnevezéseik
| Alapjelölés | Magyar átírás             | Amerikai átírás                                      | Angol átírás        |
| ----------- | ------------------------- | ---------------------------------------------------- | ------------------- |
|             | Hamispálca (hp)           | slip stitch (sl st)                                  | slip stitch         |
|             | Láncszem (lsz)            | chain stitch (ch)                                    | chain stitch        |
|             | Rövidpálca (rp)           | single crochet (sc)                                  | double crochet      |
|             | Szaporítás                | increase, increases, increasing (2sc in next sc/inc) | 2 sc in next sc/inc |
|             | Fogyasztás                | decrease, decreases, decreasing (Sc2tog/dec)         | Sc2tog/dec          |
|             | Félpálca (fp)             | half double crochet (hdc)                            | half treble         |
|             | Egyráhajtásos pálca (erp) | double crochet (dc)                                  | treble              |
|             | Kétráhajtásos pálca (krp) | triple/treble crochet (tr)                           | double treble       |

- Hamispálca: többnyire a sorok lezárásához alkalmazzák a nem spirálban készülő figuráknál.
- Láncszem: a munka elkezdéséhez alkalmazzák, a nem spirálban készült figuráknál a sor végének lezárása után ezzel indul az új sor.
- Rövidpálca: a legalapvetőbb öltés, a figurák nagy része ennek segítségével készül.
- Szaporítás: két rövidpálca egy szembe öltése.
- Fogyasztás: két rövidpálca egybehorgolása.
- Félpálca: nagyobb méretű öltést eredményez.
- Egyráhajtásos pálca, kétráhajtásos pálca: nagyobb és díszesebb öltést adnak.
- Csúszócsomó: a figuraalap megalkotásához szükséges öltés
- Mágikus kör: szintén a figura alapjához használható, a csúszócsomónál kicsit nehezebb, de precízebb technika. Akkor célszerű használni, ha nem akarjuk, hogy lyuk maradjon a kör közepén a horgolás kezdeténél. Elsősorban horgolt állatkák készítésénél szokták alkalmazni.

#### Legfontosabb eszközök

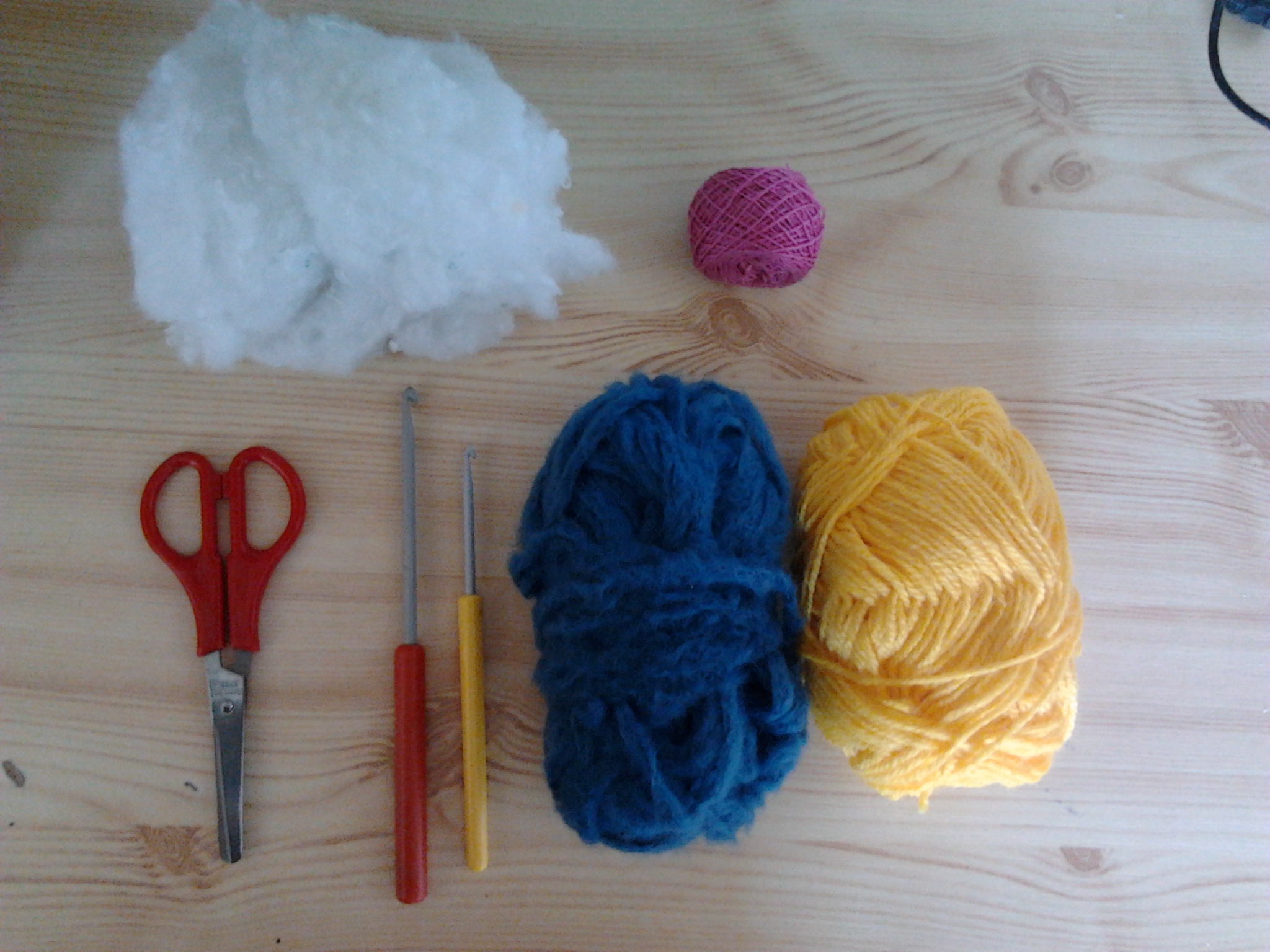
Eszközök

- Fonal: Sokfélét használnak az amigurumihoz, a legkedveltebb a fésűsgyapjú- és az akrilfonal, de gyakoriak a természetes alapanyagúak is, mint például a gyapjú.
- Horgolótű: Mérete a fonal vastagságától függ: vastagabb fonalhoz nagyobb, vékonyabbhoz kisebb horgolótű használatos. A megfelelő méret azért is fontos, hogy a szemek szorosan álljanak össze, és ne legyen látható a figura tömése.
- Hímzőfonal: Az orr és száj kihímzéséhez használják.
- Biztonsági szemek: Használatuk egyszerű, és rendkívül mutatósak, a legtöbb leírás jelzi, melyik sorba kell behelyezni őket. Sokan használnak helyettük gyöngyöket vagy gombokat szemekként, de gyakori a hímzőfonalból vagy filcből készített szempár is.
- Vastagabb tű: Ennek segítségével cérna helyett fonallal varrják egymáshoz a darabokat.
- Filc: Gyakran használják az orr kihímzése helyett, illetve a fülek belseje, a mancs és a talp kiemelésére is.
- Poliészter tömőanyag: a figura kitöméséhez.

Ezeken kívül szükséges egy éles olló, egy tűbefűző, valamint egyes alakokhoz jól használható a kutyakefe is, ami bolyhos külsőt kölcsönöz a figurának.

## Fordítás
- Ez a szócikk részben vagy egészben  az   Amigurumi című angol Wikipédia-szócikk ezen változatának fordításán alapul.  Az eredeti cikk szerkesztőit annak laptörténete sorolja fel. Ez a jelzés csupán a megfogalmazás eredetét és a szerzői jogokat jelzi, nem szolgál a cikkben szereplő információk forrásmegjelöléseként.